# Lesoparkovaja (stanice metra v Moskvě)
Lesoparkovaja  (rusky Лесопарковая) je stanice moskevského metra na Butovské lince. Byla zprovozněna v rámci úseku Ulica Starokačalovskaja - Bitcevskij park. Byla pojmenována podle toho, že se nachází v těsné blízkosti dvou přírodních území – Bitcevského parku a Butovského lesoparku.

## Charakter stanice
Stanice Lesoparkovaja se nachází ve čtvrti Čertanovo Južnoje (Чертаново Южное) v jejím osmnáctém mikrorajonu na vnitřní straně Moskevského dálničního okruhu na jeho 34. kilometru v blízkosti jeho křížení s Kulikovskou ulicí (Куликовская улица) a ulicí Poljany (Улица Поляны). Ve stanici jsou celkem dva podzemní vestibuly, funkční je však jen jeden – východní. Druhý vestibul se plánovalo zprovoznit v roce 2015.  
Nástupiště je s vestibulem propojeno prostřednictvím schodiště a výtahu. Strop stanice je vytvarován do třídílného oblouku, který je doplněn spárovanými světelnými výklenky. Podlaha nástupiště je obložena leštěnou šedou žulou a černým leštěným gabro, které spolu tvoří jednoduchý geometrický vzor. Stěny stanice i vestibulu jsou obloženy leštěnou mansurovskou žulou. Pokrytí schodišť a přechodů pro chodce je zajištěno tepelně zpracovanou žulou s protiskluzovým povrchem. Jedná se o jedinou podzemní stanici v rámci moskevského metra, kam proniká přirozené denní světlo – nad  schodištěm, které propojuje nástupiště s vestibulem je umístěná skleněná kopule, která je podepřena sloupy zkrášlenými mozaikou. 
Tato stanice je cestujícími prakticky nevyužívaná – v roce 2014 ji denně průměrně využilo 500 osob. Je to z toho důvodu, že se nachází v neobydlené a komerčně ani jinak nevyužívané oblasti. Tuto skutečnost měla změnit výstavba přestupního uzlu Lesoparkovij, který měl být otevřen v roce 2015 spolu s druhým vestibulem. Tento plán však nakonec nebyl realizován.